# Buchegg (Gemeinde Bad Traunstein)
Buchegg ist eine Rotte in der Marktgemeinde Bad Traunstein im Bezirk Zwettl in Niederösterreich.

## Geografie
Die Rotte befindet sich südlich von Stein, dessen Bestandteil sie ist, und kann über die Landesstraße L7198 erreicht werden. Sie liegt auf einen leicht nach Norden abfallenden Bergrücken.

## Geschichte
Der Ort wurde 1556 zum ersten Mal schriftlich als Puechegkh erwähnt und war dem Amt Traunstein zugehörig.
Im Jahr 1822 wurde der Ort als Einzelne Häuser mit zwei Häusern genannt, das nach Traunstein eingepfarrt war, wohin auch die Kinder eingeschult wurden. Die Herrschaft Rappottenstein besaß die Ortsobrigkeit, übte die Landgerichtsbarkeit aus, besorgte die Konskription und hatte die Grundherrschaft inne.
In Folge der Theresianischen Reformen wurde der Ort dem Kreis Ober-Manhartsberg unterstellt und nach dem Umbruch 1848 war er bis 1867 dem Amtsbezirk Ottenschlag zugeteilt.
Nach der Gründung von Ortsgemeinden 1849 kam der Ort zur ehemaligen Ortsgemeinde Moderberg und war der Katastralgemeinde Stein als Hof zugeordnet.
Laut Adressbuch von Österreich waren im Jahr 1938 im Weiler Buchegg ein Viehhändler, ein Zimmermeister und mehrere Landwirte ansässig.
Nach deren Auflösung mit 1. Jänner 1968 wurde sie dann ein Teil der Großgemeinde Traunstein.

## Persönlichkeiten
- Angela Fichtinger (* 1956), Politikerin, Bürgermeisterin und Abgeordnete zum Nationalrat